# Fragnes
Fragnes és un municipi francès al departament de Saona i Loira (regió de Borgonya - Franc Comtat). L'any 2007 tenia 1.004 habitants.

## Demografia

### Població
El 2007 la població de fet de Fragnes era de 1.004 persones. Hi havia 348 famílies, de les quals 24 eren unipersonals (8 homes vivint sols i 16 dones vivint soles), 140 parelles sense fills, 176 parelles amb fills i 8 famílies monoparentals amb fills.
La població ha evolucionat segons el següent gràfic:

### Habitatges
El 2007 hi havia 353 habitatges, 342 eren l'habitatge principal de la família, 3 eren segones residències i 8 estaven desocupats. 351 eren cases i 1 era un apartament. Dels 342 habitatges principals, 272 estaven ocupats pels seus propietaris, 67 estaven llogats i ocupats pels llogaters i 3 estaven cedits a títol gratuït; 1 tenia dues cambres, 11 en tenien tres, 100 en tenien quatre i 230 en tenien cinc o més. 294 habitatges disposaven pel capbaix d'una plaça de pàrquing. A 85 habitatges hi havia un automòbil i a 248 n'hi havia dos o més.

### Piràmide de població
La piràmide de població per edats i sexe el 2009 era:
| Homes | Edats   | Dones |
| ----- | ------- | ----- |
| 0     | 95 o +  | 0     |
| 0     | 90 a 94 | 0     |
| 0     | 85 a 89 | 8     |
| 0     | 80 a 84 | 0     |
| 0     | 75 a 79 | 0     |
| 20    | 70 a 74 | 8     |
| 8     | 65 a 69 | 16    |
| 16    | 60 a 64 | 12    |
| 44    | 55 a 59 | 28    |
| 24    | 50 a 54 | 36    |
| 52    | 45 a 49 | 32    |
| 60    | 40 a 44 | 52    |
| 24    | 35 a 39 | 52    |
| 28    | 30 a 34 | 20    |
| 20    | 25 a 29 | 12    |
| 24    | 20 a 24 | 16    |
| 32    | 15 a 19 | 32    |
| 40    | 10 a 14 | 60    |
| 44    | 5 a 9   | 20    |
| 24    | 0 a 4   | 12    |

## Economia
El 2007 la població en edat de treballar era de 674 persones, 471 eren actives i 203 eren inactives. De les 471 persones actives 436 estaven ocupades (222 homes i 214 dones) i 35 estaven aturades (15 homes i 20 dones). De les 203 persones inactives 91 estaven jubilades, 69 estaven estudiant i 43 estaven classificades com a «altres inactius».

### Ingressos
El 2009 a Fragnes hi havia 346 unitats fiscals que integraven 1.029,5 persones, la mediana anual d'ingressos fiscals per persona era de 19.569 €.

### Activitats econòmiques
Dels 56 establiments que hi havia el 2007, 1 era d'una empresa extractiva, 1 d'una empresa alimentària, 1 d'una empresa de fabricació de material elèctric, 4 d'empreses de fabricació d'altres productes industrials, 9 d'empreses de construcció, 8 d'empreses de comerç i reparació d'automòbils, 3 d'empreses de transport, 2 d'empreses d'hostatgeria i restauració, 6 d'empreses d'informació i comunicació, 1 d'una empresa financera, 2 d'empreses immobiliàries, 13 d'empreses de serveis, 3 d'entitats de l'administració pública i 2 d'empreses classificades com a «altres activitats de serveis».
Dels 10 establiments de servei als particulars que hi havia el 2009, 2 eren paletes, 1 guixaire pintor, 2 fusteries, 1 electricista, 1 perruqueria, 2 restaurants i 1 agència immobiliària.
Dels 2 establiments comercials que hi havia el 2009, 1 era una botiga de menys de 120 m² i 1 una fleca.
L'any 2000 a Fragnes hi havia 5 explotacions agrícoles.

## Equipaments sanitaris i escolars
El 2009 hi havia 1 escola maternal i 1 escola elemental.

## Poblacions properes
El següent diagrama mostra les poblacions més properes.